# Veterináři divokých zvířat
Veterináři divokých zvířat (v anglickém originále Wild Vets) je novozélandský dokumentární seriál z let 2008-2009. V současné době má již dvě série. Veterináři zde léčí různá divoká zvířata (pták kivi, albatros, ale i živočichů z jiných částí světa - šimpanzi nebo lvi). V Česku je vysílán např. na Viasat Nature.